# Buongiorno, notte
Pour plus de détails, voir Fiche technique et Distribution.
Buongiorno, notte (littéralement : « bonjour, la nuit ») est un film italien de Marco Bellocchio, sorti en 2003.

## Synopsis
À Rome, en 1978, Chiara, jeune terroriste engagée dans la lutte armée, est impliquée dans l'enlèvement et la séquestration d'Aldo Moro. À travers son regard se développent le romantisme ainsi que la complexité de la révolution et des rituels de la clandestinité.
Elle mène par ailleurs une vie au grand jour, un quotidien ordinaire : le travail de bureau, les collègues et un petit ami qui semble la connaître si bien, si pleinement, mieux qu'elle ne se connaît elle-même.
En conflit avec les autres membres du groupe, elle se sent de plus en plus mal à l'aise dans son rôle de combattante, tandis que le passé et le présent ébranlent ses certitudes jusqu'au drame final.

## Fiche technique
- Titre : Buongiorno, notte
- Réalisation : Marco Bellocchio
- Scénario : Marco Bellocchio avec la participation de Daniela Ceselli, d'après le livre d'Anna Laura Braghetti et Paola Tavella
- Musique : Riccardo Giagni, Pink Floyd, Franz Schubert
- Photographie : Pasquale Mari
- Production : Marco Bellocchio et Sergio Pelone pour Filmalbatros
- Durée : 106 minutes
- Format : couleurs et noir et blanc - 1,85:1 - 35 mm
- Dates de sortie :
  - Italie : 5 septembre 2003
  - France : 4 février 2004

## Distribution
- Luigi Lo Cascio : Mariano
- Maya Sansa : Chiara
- Roberto Herlitzka : Aldo Moro
- Pier Giorgio Bellocchio : Ernesto
- Giovanni Calcagno : Primo
- Paolo Briguglia : Enzo

## Production
Le scénario est inspiré du livre Il prigioniero (le prisonnier) écrit par une ex-terroriste, Anna Laura Braghetti.

## Distinctions
- Prix de la meilleure contribution individuelle (Marco Bellocchio) - Mostra de Venise 2003.
- Prix CinemAvvenire du meilleur film - Mostra de Venise 2003.
- En compétition (Lion d'or) - Mostra de Venise 2003.
- Prix Fipresci - European Film Awards 2004.
- Meilleur acteur dans un second rôle (Roberto Herlitzka) - Donatello Awards 2004.
- Meilleur acteur (Roberto Herlitzka) - Italian National Syndicate of Film Journalists 2004.
- Sélection - Festival de Toronto 2003.
- Sélection - Festival de New York 2003.
- Sélection - Festival de Karlovy 2003.

### Publication
Le découpage intégral du film avec les dialogues en français et en italien et les dessins préparatoires de Marco Bellocchio ont été publiés dans L’Avant-Scène Cinéma (n°679, janvier 2021)
Voir http://www.avantscenecinema.com/